# Paul Ramsey
Pour les articles homonymes, voir Ramsey.
Paul Ramsey, né le 3 septembre 1962 à Derry (Irlande du Nord), est un footballeur nord-irlandais, qui évolue au poste de défenseur à Leicester City et en équipe d'Irlande du Nord.
Ramsey n'a marqué aucun but lors de ses quatorze sélections avec l'équipe d'Irlande du Nord entre 1983 et 1989.

## Carrière de joueur
- 1980-1991 : Leicester City
- 1991-1994 : Cardiff City
- 1993-1994 : Saint Johnstone
- 1994 : Cardiff City
- 1995 : Saint Johnstone
- 1995 : Barry Town
- 1995-1996 : Torquay United
- 1996 : Telford United
- 1996-1997 : Merthyr Tydfil
- 1997-1998 : KPV
- 1998-1999 : Grantham Town
- 1999 : King's Lynn FC

## Palmarès

### En équipe nationale
- 14 sélections et 0 but avec l'équipe d'Irlande du Nord entre 1983 et 1989.